# Apolonia
Pour les articles homonymes, voir Apolonia (homonymie).
Apolonia est un groupe de musique français de l'île de la Réunion, créé en 1991 par Jean Bruno Escyle. Il s'agit d'un groupe de séga dont le nom fait référence à la découverte de l'île de La Réunion par le navigateur portugais Pedro de Mascarenhas le 9 février 1512 ou 1513, jour de la Sainte-Apolline.
Peu à peu, le groupe se professionnalise et publie ses premiers enregistrements sur cassette en 1991 et 1992. Le succès  aidant, Apolonia publie régulièrement des disques et se produit en concert à La Réunion, mais aussi en métropole, à l'île Maurice et à Madagascar.
En 2001 et 2003, Davy Sicard arrange les parties vocales des albums Sang mélangé et Lé encore lèr. Le 5 octobre 2001, le groupe invite sur scène Thierry Gauliris, chanteur du groupe Baster.
En 2006, Apolonia fête ses quinze ans et se produit le 2 décembre au Téat Plein Air de Saint-Gilles avec comme invités les chanteurs réunionnais Michel Admette, Ségaelle, Tiana (de Madagascar) et le Mauricien Gérard Louis, membre du groupe de séga Cassiya. Un DVD du spectacle est publié en 2007.
En 2009, Apolonia effectue une tournée des salles de la Réunion, produite entièrement par JBE Mizik, qui a pour nom Sov' kalité la
En 2010[à vérifier], Apolonia reçoit le trophée "Meilleur Spectacle ou Tournée" lors des Voix de l'océan Indien, émission live équivalente aux  Victoires de la musique, diffusée en direct sur RFO Réunion. Ce trophée est décerné par un jury composé de professionnels.
En 2010, Apolonia publie un album Live et un DVD de la tournée "Sov' kalité la".
En 2011, le Groupe Apolonia a fêté ses vingt ans d'existence. Symboliquement, l'album Kossa i dit voit le jour le 1er août 2011, vingt ans jour pour jour après la sortie de la première cassette du groupe. Le groupe est allé à la rencontre de son public, dans les quartiers éloignés de l'île, à bord d'une caravane musicale, et a clos cet anniversaire au Téat Plein Air de St Gilles les 2 et 3 décembre. Deux soirées à guichet pratiquement fermé, avec des invités représentatifs de la Réunion comme les Tambours Sacrés et Danyèl Waro. Ces évènements ont marqué une nouvelle étape dans la carrière du groupe qui est reconnu aujourd'hui comme l'ambassadeur d'une culture, à travers sa musique qu'il souhaite faire voyager partout dans le monde.

## Membres
- Jean Bruno Escyle - Auteur-compositeur-interprète, guitare[1]
- Jean Louis Escyle - claviers
- Bernard Permal - guitare basse
- Dominique Tilin - batterie
- Fabrice Tilin - claviers